# The Rock 'n' Roll Express
I Rock 'n' Roll Express sono un tag team di wrestling attivo dal 1980 composto da Robert Gibson e Ricky Morton.
La coppia iniziò a combattere insieme sul ring a Memphis nei primi anni ottanta, per poi passare alla Universal Wrestling Federation (conosciuta come Mid-South Wrestling all'epoca), e in seguito alla National Wrestling Alliance. I due vinsero i titoli NWA World Tag Team Championship in otto occasioni differenti. In questo periodo erano gli avversari principali dei Four Horsemen. A fine anni ottanta, lottarono nella American Wrestling Association. Nel 1991, il tag team si separò momentaneamente, e Morton effettuò un turn heel tradendo il suo partner per entrare nella The York Foundation, stable heel della World Championship Wrestling. Nel 1992, il team si riformò nella Smoky Mountain Wrestling, dove si aggiudicò per dieci volte il titolo SMW Tag Team Championship. Morton & Gibson lottarono per breve tempo anche nella World Wrestling Federation. Il 31 marzo 2017, i due sono stati ammessi alla WWE Hall of Fame, introdotti da Jim Cornette.

## Storia

### Inizi
I Rock 'n' Roll Express si formarono nel 1980 a Memphis da un'idea di Jerry Lawler. La gimmick del duo era quella di una coppia di wrestler acrobatici amanti della musica glam metal, molto in voga all'epoca. Nel 1983 e 1984, il tag team partecipò a una serie di match con The Galaxians, The Bruise Brothers (Porkchop Cash & Troy Graham), e Lanny Poffo & Randy Savage.
Poco tempo dopo passarono alla Mid-South Wrestling dove ebbero una rivalità con i Midnight Express (Bobby Eaton & Dennis Condrey). Il feud tra i due team proseguì nella National Wrestling Alliance.

### National Wrestling Alliance/Jim Crockett Promotions (1985-1988)

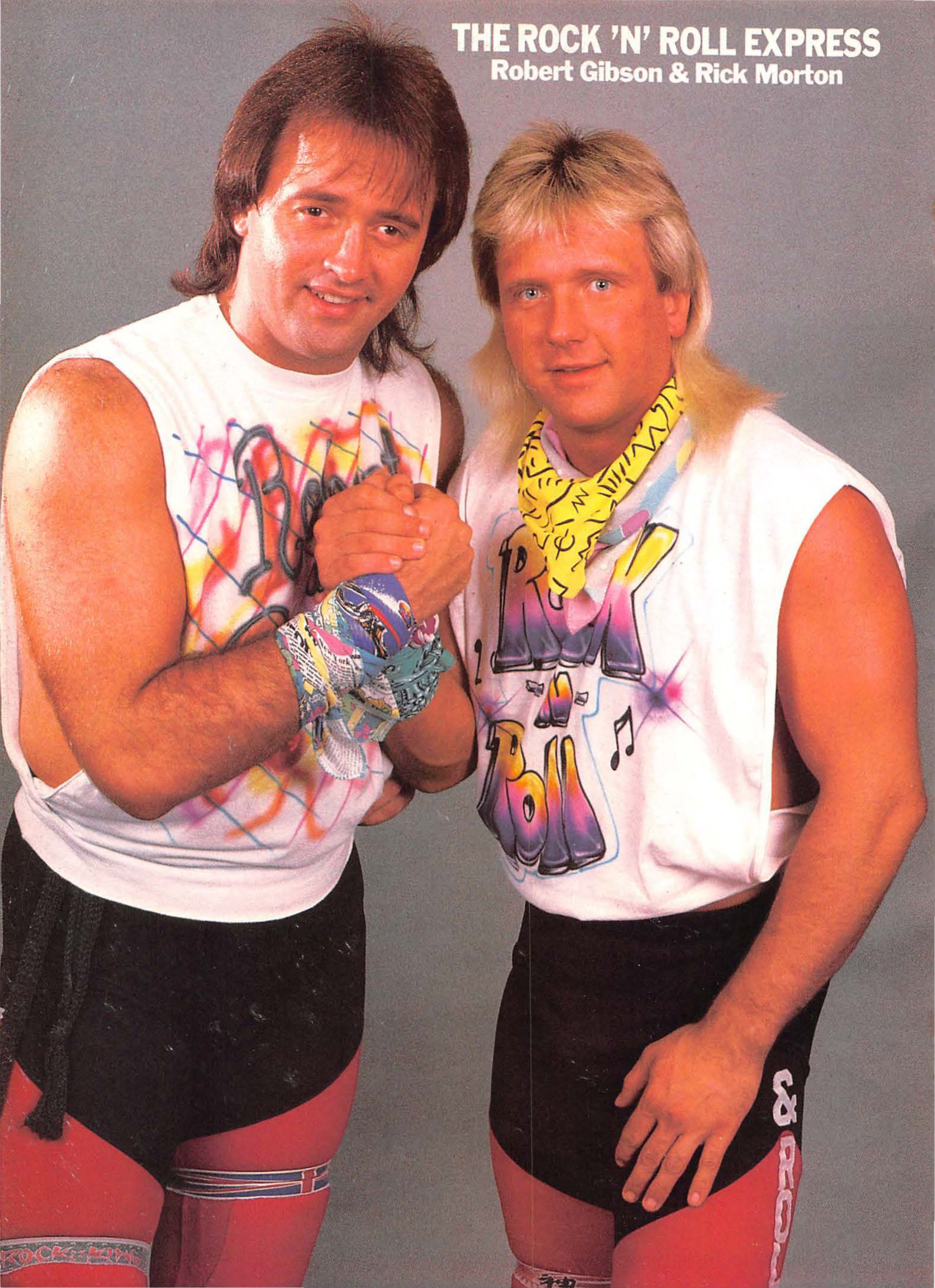
The Rock 'n' Roll Express, circa 1987

I Rock 'n' Roll Express entrarono nella Jim Crockett Promotions nel 1985 e nella federazione vinsero quattro titoli NWA World Tag Team Championship in due anni. Il 9 luglio 1985, il team debuttò in JCP affrontando Ivan Koloff & Krusher Khrushchev, che sconfissero conquistando il primo titolo di coppia. Il regno durò fino al 13 ottobre dello stesso anno. Al ppv Starrcade '85, riconquistarono le cinture, riperdendole quasi subito in favore dei Midnight Express, a Superstars on the Superstation, il 7 febbraio 1986. Vinsero nuovamente i titoli il 16 agosto 1986 a Filadelfia, e detennero le cinture fino a World Championship Wrestling dove persero contro Rick Rude & "Raging Bull" Manny Fernandez. I Rock 'n' Roll Express riconquistarono i titoli tag team quando Rude, ancora campione in carica, lasciò semplicemente la compagnia per andare a combattere nella World Wrestling Federation. Per salvare le apparenze, il promoter Jim Crockett volle Ivan Koloff come sostituto di un "infortunato" Rude, e gli Express vinsero i titoli ancora una volta.
Durante questo periodo trascorso nella JCP/NWA, i Rock 'n' Roll Express riscossero enorme successo e una grande popolarità negli Stati Uniti. Morton & Gibson erano così famosi all'epoca che una volta fu loro chiesto di lasciare Carowinds Amusement Park perché la loro sola presenza stava creando dei disordini. Dato il loro successo, Jim Crockett voleva che lottassero sempre, e quindi i due spesso fingevano degli infortuni per riposarsi un po'.
A Starrcade 1986 sconfissero Ole Anderson & Arn Anderson in uno Steel Cage match difendendo il NWA World Tag Team Championship. Dopo vari match svoltisi da fine agosto ad inizio ottobre, la coppia perse le cinture per la quarta ed ultima volta alla fine del 1987 contro Arn Anderson & Tully Blanchard a causa di un'aggressione da parte dei rivali Midnight Express avvenuta prima dell'incontro. Morton si infortunò un braccio nell'assalto e questo fatto costrinse Gibson a lottare come wrestler singolo per qualche tempo.
Durante la fine del 1987, i Rock 'n' Roll Express ebbero un feud con i Midnight Express che portò ad uno storico Scaffold match svoltosi il 26 novembre 1987 a Starrcade '87 a Chicago. Morton & Gibson sconfissero Bobby Eaton & Stan Lane dopo soli otto minuti. Nel 1988 ebbero una rivalità con gli Sheepherders. Il 23 gennaio 1988 a Cincinnati, Ivan Koloff & The Warlord sconfissero i Rock 'n' Roll Express in appena 12 secondi, e Morton & Gibson lasciarono la federazione poco tempo dopo. Dopo vari mesi di assenza Ricky & Robert rilasciarono un'intervista a Bob Caudle a Clash of the Champions II "Miami Mayhem" dove discussero un possibile ritorno nella NWA. Il 26 giugno all'inizio del The Great American Bash Tour, Ricky & Robert sconfissero gli Sheepherders nel loro match di ritorno. Però, alla fine di luglio, Robert Gibson lasciò nuovamente la compagnia per motivi economici. Ricky Morton restò come lottatore singolo, ma anche combattendo in coppia con vari partner differenti, tra i quali Nikita Koloff, Brad Armstrong, e Steve Williams. Morton lottò per l'ultima volta nella JCP il 23 settembre prima di andarsene anche lui.

### AWA e ritorno alla NWA/WCW (1988-1992)

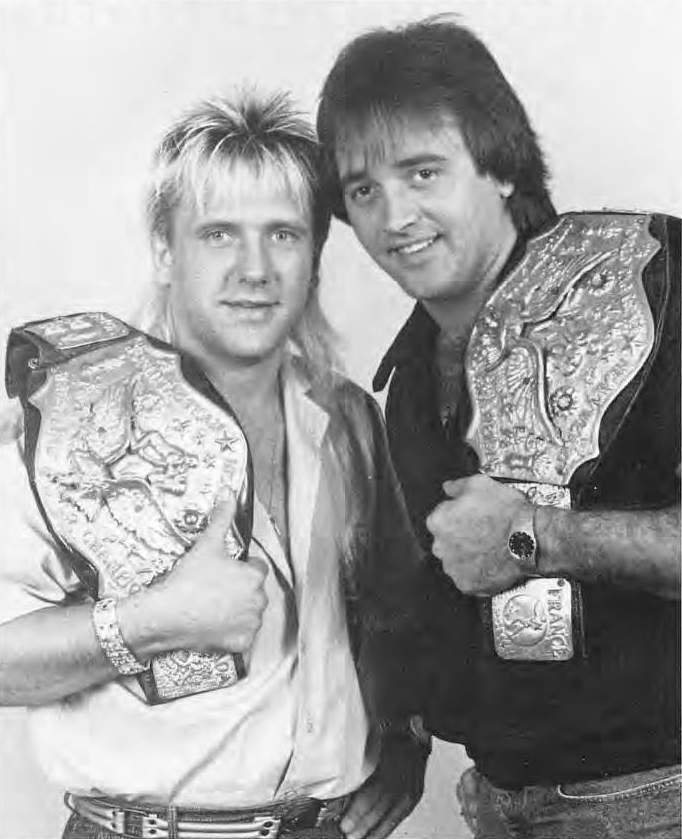
I Rock'N'Roll Express campioni NWA World Tag (1987)

Nel 1988, i Rock 'n' Roll Express ebbero un breve feud con The Midnight Rockers nella Continental Wrestling Association, con in palio l'AWA World Tag Team Championship. Il primo match si svolse il 15 febbraio 1988, e terminò in maniera controversa, causando la resa vacante dei titoli AWA World Tag Team. Una settimana dopo, il 22 febbraio si tenne un rematch e furono i Midnight Rockers a riconquistare le cinture. In tutto, Gibson & Morton rimasero nella AWA da aprile a maggio, e da ottobre a dicembre del 1988. Il 2 febbraio 1988 a Kansas City, Gibson & Morton lottarono contro i British Bulldogs, e poi partirono per un breve tour in Giappone.
Il 3 gennaio 1990, Morton & Gibson tornarono nella NWA. Durante il primo periodo del loro ritorno ebbero rivalità con Midnight Express, Four Horsemen, e Fabulous Freebirds. Il 7 luglio 1990, sfidarono i Doom per i titoli NWA World Tag Team Championship a The Great American Bash, ma persero il match. Il 22 settembre 1990 in un match con i Doom a Jacksonville, Florida, Robert Gibson si infortunò ad una gamba, e fu costretto a trascorrere il resto dell'anno lontano dal ring. Il 12 giugno 1991 a Clash of the Champions, Morton effettuò un turn heel tradendo Gibson per unirsi alla York Foundation. L'episodio portò ad una rivalità tra i due ex compagni, con il confronto che si tenne a Great American Bash il 14 luglio 1991. Richard Morton sconfisse Robert Gibson. Dopo altri svariati incontri tra i due, Morton e Gibson continuarono a lottare singolarmente fino a quando Robert venne licenziato dalla WCW. Ricky rimase nella federazione come heel fino all'estate del 1992.

### SMW, USWA, WCW, e WWF (1992-1996)
A fine luglio 1992, Ricky Morton ebbe una breve rivalità con Eddie Gilbert nella USWA, e prima che finisse lo stint nella compagnia, Gibson si unì a lui per lottare in qualche match tag team. I due si riunirono l'8 agosto 1992 nella Smoky Mountain Wrestling (SMW) e si scontrarono con gli Heavenly Bodies, vincendo il titolo tag team della federazione in dieci occasioni. Il feud con gli Heavenly Bodies, durato oltre un anno, incluse un "barbed wire cage match" e un "Texas death match". Nel 1993, la rivalità proseguì anche nella World Championship Wrestling e nella World Wrestling Federation. I Rock 'n' Roll Express sconfissero gli Heavenly Bodies (Stan Lane & Dr. Tom Prichard) all'evento WCW SuperBrawl III, e i Bodies (questa volta Prichard & Jimmy Del Ray) batterono i Rock 'n' Roll Express per il titolo SMW Tag Team Championship alle Survivor Series dell WWF. Difendere i titoli SMW all'evento faceva parte di un accordo tra Vince McMahon e Jim Cornette (all'epoca padrone della Smoky Mountain Wrestling).
Tornati nella SMW nel maggio 1994, i Rock 'n' Roll Express persero le cinture in favore di Chris Candido & Brian Lee, che avevano come manager Tammy Fytch. Il duo, tuttavia, riconquistò i titoli in agosto. Alla fine del feud, la coppia ebbe una nuova rivalità con The Gangstas. Durante questo feud, Jim Cornette divenne loro manager. Poco tempo dopo, Cornette li tradì, e Morton & Gibson persero le cinture con il The Dynamic Duo nell'aprile 1995.
Sempre in aprile, la coppia sconfisse Dick Murdoch & Randy Rhodes aggiudicandosi il vacante NWA World Tag Team Championship. Nel giugno 1995, furono privati delle cinture, dopo che un loro match nella USWA con i PG-13 terminò in maniera controversa. Una settimana dopo, sconfissero i PG-13 vincendo i titoli NWA World Tag Team e USWA World Tag Team Championship, divenendo detentori di entrambi i titoli in contemporanea. Ma il doppio regno non durò a lungo, in quanto i due persero le cinture USWA contro i PG-13 la settimana seguente. Nel luglio 1995, era stato previsto un feud con The Thugs per lo SMW Tag Team Championship, ed anche un turn heel, ma in agosto, Morton venne sospeso dalla federazione dopo un alterco tra la sua fidanzata Andrea Callaway e quella di Tracy Smothers, Angela Lambert. Come risultato della sospensione di Morton, la coppia fu costretta a rendere vacanti i titoli NWA World Tag Team. Quando Morton tornò nella SMW, Gibson era diventato un heel e si era unito alla stable Militia di Jim Cornette. Poco tempo dopo la federazione chiuse i battenti.
Dopo la chiusura della SMW, i Rock 'n' Roll Express si riunirono nella USWA dove riesumarono la rivalità con i PG-13.

### Ritorno alla WCW (1996)
Il 5 agosto 1996 Morton & Gibson tornarono nella World Championship Wrestling apparendo a Monday Nitro, dove persero un match con i campioni WCW World Tag-Team Harlem Heat. Il prossimo intervento ebbe luogo tre settimane dopo, dove affrontarono Ric Flair e Arn Anderson a Nitro. Tre giorni dopo a Orlando, Florida, i Rock 'n' Roll Express ottennero la prima vittoria sconfiggendo gli High Voltage. Il 30 settembre apparvero a WCW Saturday Night, perdendo contro i Faces of Fear (Meng & The Barbarian). Nel 1997 lasciarono la federazione per competere nel circuito indipendente.

### World Wrestling Federation (1998)
Un anno dopo, Gibson & Morton effettuarono un breve stint nella World Wrestling Federation. Il loro debutto ebbe luogo il 12 gennaio 1998 a Monday Night RAW in un match che li vide contrapposti a Skull & 8-Ball, dove persero per squalifica. Durante questo periodo nella compagnia, presero parte a WrestleMania XIV lottando in una tag team battle royal, vinta dai Legion of Doom 2000. Ebbero anche delle rivalità con L.O.D. 2000 e The New Midnight Express.

### Total Nonstop Action Wrestling (2003, 2016)
All'inizio del 2003, Morton & Gibson apparvero in TNA come parte della fazione Sports Entertainment Xtreme (SEX) di Vince Russo. I due ebbero una rivalità con gli America's Most Wanted (Chris Harris & James Storm). A fine 2003 ed inizio 2004, lottarono nella All World Wrestling League, di proprietà di Eddie e Thomas Farhat, figli di Ed Farhat. Il duo tornò nella TNA in occasione dello speciale Total Nonstop Deletion.

### AWWL (2005)
A partire dal 2005, Gibson & Morton tornarono a lottare insieme, scontrandosi spesso con i Midnight Express nella zona Mid-Atlantic. Il 7 giugno 2008, sconfissero i Midnight Express (Dennis Condrey & Bobby Eaton) all'evento NWA 60th Anniversary Show svoltosi ad Atlanta, Georgia.

### PWA (2009)
Nel 2009 i Rock 'n' Roll Express entrarono nella Pro Wrestling Alliance di Houston, Texas, federazione di proprietà di Booker T. Gibson & Morton vinsero il titolo PWA Tag Team Championship.

### The New Rock 'n' Roll Express
Nel corso degli anni, quando Morton & Gibson non lottavano in coppia, ebbero entrambi altri partner di tag team, in estemporanee formazioni chiamate "The New Rock 'n' Roll Express". Ricky Morton lottò insieme a Ricky Fuji mentre si trovava in Giappone nella FMW, e con Brad Armstrong, Kid Kash, o suo cugino Todd, in federazioni del circuito indipendente statunitense; mentre invece Robert Gibson fece coppia con Marty Jannetty nella IWA Japan come "The Rock 'n' Rockers", nome che rimandava sia ai Rock 'n' Roll Express, sia ai The Rockers, il celebre tag team di Jannetty con Shawn Michaels nella WWF.

### WWE Hall of Fame (2017)
Il 6 febbraio 2017 la WWE annunciò che i Rock 'n' Roll Express sarebbero stati ammessi alla WWE Hall of Fame durante l'annuale cerimonia pre-WrestleMania che si sarebbe svolta il 31 marzo 2017. Il 20 marzo, la WWE comunicò ufficialmente che la coppia sarebbe stata introdotta da Jim Cornette.

### All Elite Wrestling (2019–presente)
I Rock 'n' Roll Express esordirono nella All Elite Wrestling (AEW) il 30 ottobre 2019 nel corso di una puntata di Dynamite per incoronare i primi campioni AEW World Tag Team, ma furono aggrediti a tradimento dai Proud n Powerful (Santana & Ortiz). All'evento AEW Full Gear, i due parteciparono alla fase finale del tag team match tra The Young Bucks e Proud n Powerful, quando Morton eseguì una Canadian Destroyer su Santana seguita da un suicide dive su Sammy Guevara e Ortiz.
Il 12 agosto a Dynamite i Rock 'n' Roll Express furono coinvolti in un segmento con gli FTR e Arn Anderson & Tully Blanchard per celebrare la Tag Team Appreciation Night. Tuttavia, dopo una discussione tra Tully Blanchard e Ricky Morton, gli FTR li aggredirono.

## Nel wrestling
Mosse finali
- Double dropkick[20]

Manager
- Jim Cornette[21]
- Paul E. Dangerously[22]

## Titoli e riconoscimenti
- All-Star Wrestling
  - ASW Tag Team Championship (1)
- Continental Wrestling Association / Championship Wrestling Association
  - AWA Southern Tag Team Championship (2)
  - CWA Tag Team Championship (1)
  - CWA World Tag Team Championship (1)
- Jim Crockett Promotions
  - NWA World Tag Team Championship (Mid-Atlantic version) (4)
- Korean Pro-Wrestling Association
  - NWA World Tag Team Championship (1)
- Mid-South Wrestling Association
  - Mid-South Tag Team Championship (3)
- National Wrestling Alliance
  - NWA World Tag Team Championship (2, attuale)1
  - NWA Hall of Fame (Classe del 2006)
- NWA Mid Atlantic Championship Wrestling
  - MACW Tag Team Championship (3)[23]
- NWA Southwest
  - NWA World Tag Team Championship (1)
- NWA Wildside
  - NWA Wildside Tag Team Championship (1)
- Mid-South Wrestling Association
  - MSWA Southern Tag Team Championship (1)[24]
- Pro Wrestling Alliance
  - PWA Tag Team Championship (1)
- Professional Wrestling Hall of Fame
  - Classe del 2021 - Tag Team
- Pro Wrestling Elite
  - PWE Tag Team Championship[25]
- Pro Wrestling Illustrated
  - PWI Tag Team of the Year (1986)
  - 4º posto nella lista dei migliori 100 tag team di sempre durante i "PWI Years" del 2003
- Smoky Mountain Wrestling
  - SMW Tag Team Championship (10)
- Traditional Championship Wrestling
  - TCW Tag Team Championship (1)[26]
- Ultimate Championship Wrestling
  - UCW Tag Team Championship (1)
- United States Wrestling Association
  - NWA World Tag Team Championship (1)
  - USWA World Tag Team Championship (2)
- World Organization of Wrestling
  - WOW Tag Team Championship (1)
- Wrestling Observer Newsletter
  - Wrestling Observer Newsletter Hall of Fame (Classe del 2014)[27]
- WWE
  - WWE Hall of Fame (Classe del 2017)[28]

1Il titolo fu loro assegnato e le cronache non sono ben chiare nell'indicare in quale federazione lottassero all'epoca.